# 62
Il 62 (LXII in numeri romani) è un anno  del I secolo.

## Eventi

### Impero romano
- L'imperatore romano Nerone si sposa, per la seconda volta, con Poppea (ex-moglie di Marco Salvio Otone). Prima della nuova unione con Poppea, Nerone aveva ripudiato la sua prima moglie Claudia Ottavia, figlia di Claudio, per poi essere convinto ad ucciderla da Poppea.
- Dopo la morte di Sesto Afranio Burro e l'allontanamento di Seneca dalla corte, Nerone è ormai libero dalla loro influenza e comincia a dedicare sempre più tempo alla sua passione per l'arte ellenica e orientale. Suo consigliere più importante diventa Gaio Ofonio Tigellino. Il governo di Nerone diventa sempre più autoritario.
- Un violento terremoto fa tremare la terra in Campania. Pompei ed Ercolano sono le città più colpite.
- I Parti rompono la tregua dell'anno precedente e invadono l'Armenia, stringendo d'assedio Tigranocerta, città ben fortificata e difesa da una guarnigione romana. Gli assalti dei Parti falliscono e il re Vologase I decide di ritirarsi, iniziando comunque subito i preparativi per invadere la Siria. A supporto di Tigranocerta viene inviato il contingente di Lucio Cesennio Peto (al comando della Legio IIII Scythica, della Legio XII Fulminata e ad elementi della Legio V Macedonica), che però non giunge a destinazione per l'inverno, dovendo sospendere la propria avanzata a Rhandeia (nella regione nord-occidentale dell'Armenia).
- Gneo Domizio Corbulone rinforza le fortificazioni sulla frontiera fra impero romano e impero partico, che corre lungo il fiume Eufrate. Corbulone fa costruire una grande flotta navale, con imbarcazioni equipaggiate di catapulte, e un ponte di legno per attraversare l'Eufrate. Grazie al ponte, Corbulone riesce a stabilire una testa di ponte in territorio partico.
- Vologase I lancia un attacco frontale lungo la linea dell'Eufrate. La Legio X Fretensis ed elementi di altre due legioni (Legio III Gallica e Legio VI Ferrata) difendono le posizioni difensive sulla riva orientale dell'Eufrate.
- I Romani vengono sconfitti a Rhandeia: due legioni vengono spazzate via dai Parti, comandati dal re Tiridate I. Lucio Cesennio Peto si arrende e decide di ritirarsi con i sopravvissuti in Siria.
- Su Porto si abbatte una violenta tempesta che distrugge 200 navi ancorate.

### Arti e scienze
- Lucano compone Pharsalia, storia del conflitto fra Cesare e Pompeo.

## Morti
- 8 giugno - Claudia Ottavia, imperatrice romana (n. 40)
- 24 novembre - Aulo Persio Flacco, poeta romano (n. 34)
- Sesto Afranio Burro, politico romano (n. 1)
- Fausto Cornelio Silla Felice, politico romano (n. 22)
- Giacomo il Minore
- Giacomo il Giusto, vescovo e santo ebreo antico
- Pallante

## Calendario
| Calendario 62 | Calendario 62 | Calendario 62 | Calendario 62 | Calendario 62 | Calendario 62 | Calendario 62 | Calendario 62 | Calendario 62 | Calendario 62 | Calendario 62 | Calendario 62 | Calendario 62 | Calendario 62 | Calendario 62 | Calendario 62 | Calendario 62 | Calendario 62 | Calendario 62 | Calendario 62 | Calendario 62 | Calendario 62 | Calendario 62 | Calendario 62 | Calendario 62 | Calendario 62 | Calendario 62 | Calendario 62 | Calendario 62 | Calendario 62 | Calendario 62 | Calendario 62 | Calendario 62 |
| ------------- | ------------- | ------------- | ------------- | ------------- | ------------- | ------------- | ------------- | ------------- | ------------- | ------------- | ------------- | ------------- | ------------- | ------------- | ------------- | ------------- | ------------- | ------------- | ------------- | ------------- | ------------- | ------------- | ------------- | ------------- | ------------- | ------------- | ------------- | ------------- | ------------- | ------------- | ------------- | ------------- |
|               | 1             | 2             | 3             | 4             | 5             | 6             | 7             | 8             | 9             | 10            | 11            | 12            | 13            | 14            | 15            | 16            | 17            | 18            | 19            | 20            | 21            | 22            | 23            | 24            | 25            | 26            | 27            | 28            | 29            | 30            | 31            |               |
| Gennaio       | Ve            | Sa            | Do            | Lu            | Ma            | Me            | Gi            | Ve            | Sa            | Do            | Lu            | Ma            | Me            | Gi            | Ve            | Sa            | Do            | Lu            | Ma            | Me            | Gi            | Ve            | Sa            | Do            | Lu            | Ma            | Me            | Gi            | Ve            | Sa            | Do            |               |
| Febbraio      | Lu            | Ma            | Me            | Gi            | Ve            | Sa            | Do            | Lu            | Ma            | Me            | Gi            | Ve            | Sa            | Do            | Lu            | Ma            | Me            | Gi            | Ve            | Sa            | Do            | Lu            | Ma            | Me            | Gi            | Ve            | Sa            | Do            |               |               |               |               |
| Marzo         | Lu            | Ma            | Me            | Gi            | Ve            | Sa            | Do            | Lu            | Ma            | Me            | Gi            | Ve            | Sa            | Do            | Lu            | Ma            | Me            | Gi            | Ve            | Sa            | Do            | Lu            | Ma            | Me            | Gi            | Ve            | Sa            | Do            | Lu            | Ma            | Me            |               |
| Aprile        | Gi            | Ve            | Sa            | Do            | Lu            | Ma            | Me            | Gi            | Ve            | Sa            | Do            | Lu            | Ma            | Me            | Gi            | Ve            | Sa            | Do            | Lu            | Ma            | Me            | Gi            | Ve            | Sa            | Do            | Lu            | Ma            | Me            | Gi            | Ve            |               |               |
| Maggio        | Sa            | Do            | Lu            | Ma            | Me            | Gi            | Ve            | Sa            | Do            | Lu            | Ma            | Me            | Gi            | Ve            | Sa            | Do            | Lu            | Ma            | Me            | Gi            | Ve            | Sa            | Do            | Lu            | Ma            | Me            | Gi            | Ve            | Sa            | Do            | Lu            |               |
| Giugno        | Ma            | Me            | Gi            | Ve            | Sa            | Do            | Lu            | Ma            | Me            | Gi            | Ve            | Sa            | Do            | Lu            | Ma            | Me            | Gi            | Ve            | Sa            | Do            | Lu            | Ma            | Me            | Gi            | Ve            | Sa            | Do            | Lu            | Ma            | Me            |               |               |
| Luglio        | Gi            | Ve            | Sa            | Do            | Lu            | Ma            | Me            | Gi            | Ve            | Sa            | Do            | Lu            | Ma            | Me            | Gi            | Ve            | Sa            | Do            | Lu            | Ma            | Me            | Gi            | Ve            | Sa            | Do            | Lu            | Ma            | Me            | Gi            | Ve            | Sa            |               |
| Agosto        | Do            | Lu            | Ma            | Me            | Gi            | Ve            | Sa            | Do            | Lu            | Ma            | Me            | Gi            | Ve            | Sa            | Do            | Lu            | Ma            | Me            | Gi            | Ve            | Sa            | Do            | Lu            | Ma            | Me            | Gi            | Ve            | Sa            | Do            | Lu            | Ma            |               |
| Settembre     | Me            | Gi            | Ve            | Sa            | Do            | Lu            | Ma            | Me            | Gi            | Ve            | Sa            | Do            | Lu            | Ma            | Me            | Gi            | Ve            | Sa            | Do            | Lu            | Ma            | Me            | Gi            | Ve            | Sa            | Do            | Lu            | Ma            | Me            | Gi            |               |               |
| Ottobre       | Ve            | Sa            | Do            | Lu            | Ma            | Me            | Gi            | Ve            | Sa            | Do            | Lu            | Ma            | Me            | Gi            | Ve            | Sa            | Do            | Lu            | Ma            | Me            | Gi            | Ve            | Sa            | Do            | Lu            | Ma            | Me            | Gi            | Ve            | Sa            | Do            |               |
| Novembre      | Lu            | Ma            | Me            | Gi            | Ve            | Sa            | Do            | Lu            | Ma            | Me            | Gi            | Ve            | Sa            | Do            | Lu            | Ma            | Me            | Gi            | Ve            | Sa            | Do            | Lu            | Ma            | Me            | Gi            | Ve            | Sa            | Do            | Lu            | Ma            |               |               |
| Dicembre      | Me            | Gi            | Ve            | Sa            | Do            | Lu            | Ma            | Me            | Gi            | Ve            | Sa            | Do            | Lu            | Ma            | Me            | Gi            | Ve            | Sa            | Do            | Lu            | Ma            | Me            | Gi            | Ve            | Sa            | Do            | Lu            | Ma            | Me            | Gi            | Ve            |               |